# Lista de episódios de Inspetor Max
Inspetor Max (anteriormente Inspector Max) é uma série televisiva portuguesa criada por Virgílio Castelo e pelas Produções Fictícias, transmitida pela TVI e também pela TVI Ficção.

## Resumo

### 1.ª produção
| Resumo | Resumo | Episódios | Episódios | Originalmente exibido | Originalmente exibido |
| Resumo | Resumo | Episódios | Episódios | Estreia da temporada  | Final da temporada    |
| ------ | ------ | --------- | --------- | --------------------- | --------------------- |
|        | 1      | 52        | 52        | 14 de março de 2004   | 6 de março de 2005    |
|        | 2      | 52        | 52        | 13 de março de 2005   | 5 de março de 2006    |

### 2.ª produção
| Resumo | Resumo | Episódios | Episódios | Originalmente exibido  | Originalmente exibido  |
| Resumo | Resumo | Episódios | Episódios | Estreia da temporada   | Final da temporada     |
| ------ | ------ | --------- | --------- | ---------------------- | ---------------------- |
|        | 3      | 13        | 13        | 24 de dezembro de 2016 | 17 de junho de 2017    |
|        | 4      | 13        | 13        | 2 de julho de 2017     | 24 de setembro de 2017 |

### 3.ª produção
| Resumo | Resumo | Episódios | Episódios | Originalmente exibido   | Originalmente exibido |
| Resumo | Resumo | Episódios | Episódios | Estreia da temporada    | Final da temporada    |
| ------ | ------ | --------- | --------- | ----------------------- | --------------------- |
|        | 5      | 6         | 6         | 23 de fevereiro de 2019 | 5 de abril de 2019    |
|        | 6      | 7         | 4         | 8 de abril de 2019      | 12 de abril de 2019   |
|        | 6      | 7         | 3         | 1 de janeiro de 2023    | ASA                   |

## 1.ª produção

### 1.ª temporada (2004-05)
| #  | ## | Título                                       | Exibição original       |
| -- | -- | -------------------------------------------- | ----------------------- |
| 1  | 1  | "Um Cão de Família"                          | 14 de março de 2004     |
| 2  | 2  | "O Assalto"                                  | 21 de março de 2004     |
| 3  | 3  | "O Testamento"                               | 28 de março de 2004     |
| 4  | 4  | "O Fugitivo"                                 | 4 de abril de 2004      |
| 5  | 5  | "Os Contrabandistas"                         | 11 de abril de 2004     |
| 6  | 6  | "O Concerto"                                 | 18 de abril de 2004     |
| 7  | 7  | "Barco à Deriva"                             | 25 de abril de 2004     |
| 8  | 8  | "Auto-Retrato"                               | 2 de maio de 2004       |
| 9  | 9  | "Puro Sangue"                                | 9 de maio de 2004       |
| 10 | 10 | "A Noiva"                                    | 16 de maio de 2004      |
| 11 | 11 | "Elas e o Morto"                             | 23 de maio de 2004      |
| 12 | 12 | "O Desaparecido"                             | 30 de maio de 2004      |
| 13 | 13 | "O Colégio"                                  | 6 de junho de 2004      |
| 14 | 14 | "O Mestre"                                   | 13 de junho de 2004     |
| 15 | 15 | "O Erro"                                     | 20 de junho de 2004     |
| 16 | 16 | "Game-Over"                                  | 27 de junho de 2004     |
| 17 | 17 | "Morte em Directo"                           | 4 de julho de 2004      |
| 18 | 18 | "Irmãos de Guerra"                           | 11 de julho de 2004     |
| 19 | 19 | "Cuidado com o Macaco"                       | 18 de julho de 2004     |
| 20 | 20 | "O Violador"                                 | 25 de julho de 2004     |
| 21 | 21 | "Curvas Perigosas"                           | 1 de agosto de 2004     |
| 22 | 22 | "Táxi para o Inferno"                        | 8 de agosto de 2004     |
| 23 | 23 | "Casa Assombrada"                            | 15 de agosto de 2004    |
| 24 | 24 | "A Mãe"                                      | 22 de agosto de 2004    |
| 25 | 25 | "Os Bons Vizinhos"                           | 29 de agosto de 2004    |
| 26 | 26 | "Desvio para a Morte"                        | 5 de setembro de 2004   |
| 27 | 27 | "A Lenda dos Santiagos"                      | 12 de setembro de 2004  |
| 28 | 28 | "A Herdeira"                                 | 19 de setembro de 2004  |
| 29 | 29 | "O Criminoso Volta Sempre ao Local do Crime" | 26 de setembro de 2004  |
| 30 | 30 | "Hotel Pesadelo"                             | 3 de outubro de 2004    |
| 31 | 31 | "Os Ilegais"                                 | 10 de outubro de 2004   |
| 32 | 32 | "Último Voo"                                 | 17 de outubro de 2004   |
| 33 | 33 | "O Moscatel da Volta ao Mundo (Parte 1)"     | 24 de outubro de 2004   |
| 34 | 34 | "O Moscatel da Volta ao Mundo (Parte 2)"     | 31 de outubro de 2004   |
| 35 | 35 | "O Vigilante"                                | 7 de novembro de 2004   |
| 36 | 36 | "Assalto Mortal"                             | 14 de novembro de 2004  |
| 37 | 37 | "Morte a Cores"                              | 21 de novembro de 2004  |
| 38 | 38 | "Vitima Procura-se"                          | 28 de novembro de 2004  |
| 39 | 39 | "O Esquema dos Diamantes"                    | 5 de dezembro de 2004   |
| 40 | 40 | "Testemunha Acidental"                       | 12 de dezembro de 2004  |
| 41 | 41 | "Quilos a Abater"                            | 19 de dezembro de 2004  |
| 42 | 42 | "Marcas do Passado"                          | 26 de dezembro de 2004  |
| 43 | 43 | "Fogo Posto"                                 | 2 de janeiro de 2005    |
| 44 | 44 | "O Profeta"                                  | 9 de janeiro de 2005    |
| 45 | 45 | "Ameaça ao Mestre"                           | 16 de janeiro de 2005   |
| 46 | 46 | "Agente Infiltrado"                          | 23 de janeiro de 2005   |
| 47 | 47 | "O Soneto Mortal"                            | 30 de janeiro de 2005   |
| 48 | 48 | "Romeu e Julieta"                            | 6 de fevereiro de 2005  |
| 49 | 49 | "Amnésia"                                    | 13 de fevereiro de 2005 |
| 50 | 50 | "O Suicida"                                  | 20 de fevereiro de 2005 |
| 51 | 51 | "O Sanatório"                                | 27 de fevereiro de 2005 |
| 52 | 52 | "Ponto Final"                                | 6 de março de 2005      |

### 2.ª temporada (2005-06)
| #   | ## | Título                          | Exibição original       |
| --- | -- | ------------------------------- | ----------------------- |
| 53  | 1  | "Brigada Max"                   | 13 de março de 2005     |
| 54  | 2  | "Inspector Assassinado"         | 20 de março de 2005     |
| 55  | 3  | "Verdade Oculta"                | 27 de março de 2005     |
| 56  | 4  | "Encontro com a Morte"          | 3 de abril de 2005      |
| 57  | 5  | "Viagem sem Retorno"            | 10 de abril de 2005     |
| 58  | 6  | "Homem de Família"              | 17 de abril de 2005     |
| 59  | 7  | "Procura-se"                    | 25 de abril de 2005     |
| 60  | 8  | "Segurança Máxima"              | 1 de maio de 2005       |
| 61  | 9  | "Fidelidade"                    | 8 de maio de 2005       |
| 62  | 10 | "Último Jantar"                 | 15 de maio de 2005      |
| 63  | 11 | "A Vida por um Fio"             | 22 de maio de 2005      |
| 64  | 12 | "Alta Tensão (Parte 1)"         | 29 de maio de 2005      |
| 65  | 13 | "Alta Tensão (Parte 2)"         | 5 de junho de 2005      |
| 66  | 14 | "A Melhor Defesa"               | 12 de junho de 2005     |
| 67  | 15 | "Júnior"                        | 19 de junho de 2005     |
| 68  | 16 | "Acusados"                      | 26 de junho de 2005     |
| 69  | 17 | "Casa Ocupada"                  | 3 de julho de 2005      |
| 70  | 18 | "Segredo Entre Amigos"          | 10 de julho de 2005     |
| 71  | 19 | "Dar à Costa"                   | 17 de julho de 2005     |
| 72  | 20 | "Quem é Quem?"                  | 24 de julho de 2005     |
| 73  | 21 | "Filho Pródigo"                 | 31 de julho de 2005     |
| 74  | 22 | "Sem Deixar Rasto"              | 7 de agosto de 2005     |
| 75  | 23 | "Passerelle"                    | 14 de agosto de 2005    |
| 76  | 24 | "Irmãos de Sangue"              | 21 de agosto de 2005    |
| 77  | 25 | "Um Trabalho Sujo"              | 28 de agosto de 2005    |
| 78  | 26 | "Sangue Frio"                   | 4 de setembro de 2005   |
| 79  | 27 | "O Circo da Morte"              | 11 de setembro de 2005  |
| 80  | 28 | "O Atentado"                    | 18 de setembro de 2005  |
| 81  | 29 | "À Tona d'Água"                 | 25 de setembro de 2005  |
| 82  | 30 | "24"                            | 2 de outubro de 2005    |
| 83  | 31 | "Retrato de um Crime"           | 9 de outubro de 2005    |
| 84  | 32 | "Aposta de Sangue"              | 16 de outubro de 2005   |
| 85  | 33 | "Vida no Campo"                 | 23 de outubro de 2005   |
| 86  | 34 | "Entre a Espada e a Parede"     | 30 de outubro de 2005   |
| 87  | 35 | "Os Noivos"                     | 6 de novembro de 2005   |
| 88  | 36 | "O Funeral (Parte 1)"           | 13 de novembro de 2005  |
| 89  | 37 | "O Funeral (Parte 2)"           | 20 de novembro de 2005  |
| 90  | 38 | "Alerta Vermelho"               | 27 de novembro de 2005  |
| 91  | 39 | "O Homem que Morreu Duas Vezes" | 4 de dezembro de 2005   |
| 92  | 40 | "Jantar Mistério"               | 11 de dezembro de 2005  |
| 93  | 41 | "Crime aos Quadradinhos"        | 18 de dezembro de 2005  |
| 94  | 42 | "Enclausurados"                 | 8 de janeiro de 2006    |
| 95  | 43 | "Em Fuga (Parte 1)"             | 16 de janeiro de 2006   |
| 96  | 44 | "Em Fuga (Parte 2)"             | 16 de janeiro de 2006   |
| 97  | 45 | "Milagre Precisa-se (Parte 1)"  | 23 de janeiro de 2006   |
| 98  | 46 | "Milagre Precisa-se (Parte 2)"  | 23 de janeiro de 2006   |
| 99  | 47 | "A Estátua"                     | 30 de janeiro de 2006   |
| 100 | 48 | "Dia de Folga"                  | 5 de fevereiro de 2006  |
| 101 | 49 | "Reportagem de um Crime"        | 12 de fevereiro de 2006 |
| 102 | 50 | "Laços de Família"              | 19 de fevereiro de 2006 |
| 103 | 51 | "O Ritual"                      | 26 de fevereiro de 2006 |
| 104 | 52 | "Até que a Morte nos Separe"    | 5 de março de 2006      |

## 2.ª produção

### 3.ª temporada (2016-17)
| #   | ## | Título                       | Realização por        | Escrito por          | Exibição original       | Audiências (em milhões) |
| --- | -- | ---------------------------- | --------------------- | -------------------- | ----------------------- | ----------------------- |
| 105 | 1  | "Tudo em Família"            | José António Loureiro | Nuno Duarte          | 24 de dezembro de 2016  | 1.05                    |
| 106 | 2  | "Bico Calado"                | José António Loureiro | Nuno Duarte          | 18 de fevereiro de 2017 | 0.74                    |
| 107 | 3  | "A Fadista Que Sabia Demais" | José António Loureiro | Nuno Duarte          | 27 de fevereiro de 2017 | 0.79                    |
| 108 | 4  | "Danúbio Azul"               | José António Loureiro | Vasco Monteiro       | 28 de fevereiro de 2017 | 0.92                    |
| 109 | 5  | "Vitória"                    | José António Loureiro | Patrícia Castanheira | 1 de março de 2017      | 0.72                    |
| 110 | 6  | "A Quinta do Medo"           | José António Loureiro | Nuno Duarte          | 2 de março de 2017      | 0.72                    |
| 111 | 7  | "Em Parte Incerta"           | José António Loureiro | Vasco Monteiro       | 6 de março de 2017      | 0.75                    |
| 112 | 8  | "Lady"                       | José António Loureiro | Nuno Duarte          | 7 de março de 2017      | 0.75                    |
| 113 | 9  | "Bullying"                   | José António Loureiro | Patrícia Castanheira | 8 de março de 2017      | 0.61                    |
| 114 | 10 | "Tráfico"                    | José António Loureiro | Vasco Monteiro       | 9 de março de 2017      | 0.72                    |
| 115 | 11 | "Ver os Pássaros"            | José António Loureiro | Patrícia Castanheira | 15 de abril de 2017     | 0.79                    |
| 116 | 12 | "Cálice Maldito"             | José António Loureiro | Nuno Duarte          | 11 de junho de 2017     | 1.08                    |
| 117 | 13 | "Perigo Iminente"            | José António Loureiro | Nuno Duarte          | 17 de junho de 2017     | 1.15                    |

### 4.ª temporada (2017)
| #   | ## | Título                 | Realização por        | Escrito por                  | Exibição original      | Audiências (em milhões) |
| --- | -- | ---------------------- | --------------------- | ---------------------------- | ---------------------- | ----------------------- |
| 118 | 1  | "À Noite no Forte"     | José António Loureiro | Patrícia Castanheira         | 2 de julho de 2017     | 1.06                    |
| 119 | 2  | "O Golpe"              | José António Loureiro | Nuno Duarte e Vasco Monteiro | 9 de julho de 2017     | 1.02                    |
| 120 | 3  | "Rafa, és Lindo"       | José António Loureiro | Patrícia Castanheira         | 16 de julho de 2017    | 1.03                    |
| 121 | 4  | "Calipso"              | José António Loureiro | Nuno Duarte                  | 23 de julho de 2017    | 0.98                    |
| 122 | 5  | "Adaga de Sangue"      | José António Loureiro | Vasco Monteiro               | 30 de julho de 2017    | 0.90                    |
| 123 | 6  | "Escrito à Mão"        | José António Loureiro | Vasco Monteiro               | 6 de agosto de 2017    | 0.87                    |
| 124 | 7  | "Encontro com a Morte" | José António Loureiro | Patrícia Castanheira         | 13 de agosto de 2017   | 0.80                    |
| 125 | 8  | "Tempo Contado"        | José António Loureiro | Nuno Duarte                  | 20 de agosto de 2017   | 0.66                    |
| 126 | 9  | "Rei de Espadas"       | José António Loureiro | Vasco Monteiro               | 27 de agosto de 2017   | 0.75                    |
| 127 | 10 | "Perigo à Solta"       | José António Loureiro | Patrícia Castanheira         | 3 de setembro de 2017  | ASA                     |
| 128 | 11 | "Laços Familiares"     | José António Loureiro | Vasco Monteiro               | 10 de setembro de 2017 | ASA                     |
| 129 | 12 | "Crime Gourmet"        | José António Loureiro | Nuno Duarte                  | 17 de setembro de 2017 | ASA                     |
| 130 | 13 | "Jogo de Espelhos"     | José António Loureiro | Nuno Duarte                  | 24 de setembro de 2017 | ASA                     |

## 3.ª produção

### 5.ª temporada (2019)
| #   | ## | Título            | Realização por        | Escrito por    | Exibição original       | Audiências (em milhões) |
| --- | -- | ----------------- | --------------------- | -------------- | ----------------------- | ----------------------- |
| 131 | 1  | "Jogo Perigoso"   | José António Loureiro | ASA            | 23 de fevereiro de 2019 | 0.43                    |
| 132 | 2  | "Crime e Castigo" | José António Loureiro | Raquel Palermo | 1 de abril de 2019      | 0.50                    |
| 133 | 3  | "A Caminhada"     | José António Loureiro | ASA            | 2 de abril de 2019      | 0.41                    |
| 134 | 4  | "A Artista"       | José António Loureiro | ASA            | 3 de abril de 2019      | 0.44                    |
| 135 | 5  | "Mentiras"        | José António Loureiro | ASA            | 4 de abril de 2019      | 0.47                    |
| 136 | 6  | "Aleluia"         | José António Loureiro | ASA            | 5 de abril de 2019      | 0.49                    |

### 6.ª temporada (2019-23)
| Parte 1 |   |                       |                       |     |                                      |     |      |
| 137     | 1 | "Prioridades"         | José António Loureiro | ASA | 8 de abril de 2019                   | 601 | 0.42 |
| 138     | 2 | "O Melhor Amigo"      | José António Loureiro | ASA | 10 de abril de 2019                  | 602 | 0.48 |
| 139     | 3 | "Tubarão Vermelho"    | José António Loureiro | ASA | 11 de abril de 2019                  | 603 | 0.49 |
| 140     | 4 | "O Homem da Maratona" | José António Loureiro | ASA | 12 de abril de 2019                  | 604 | 0.36 |
| Parte 2 |   |                       |                       |     |                                      |     |      |
| 141     | 5 | "Gandaboss"           | José António Loureiro | ASA | 1 de janeiro de 2023                 | 606 | ASA  |
| 142     | 6 | "A Ameaça"            | José António Loureiro | ASA | 27 de fevereiro de 2024 (TVI Player) | 605 | ASA  |
| 143     | 7 | "Risco de Vida"       | José António Loureiro | ASA | 27 de fevereiro de 2024 (TVI Player) | 607 | ASA  |